# Las cítaras colgadas de los árboles
Las cítaras colgadas de los árboles es una obra de teatro de Antonio Gala, estrenada en 1974.

## Argumento
Ambientada en la España del siglo XVI, la obra recrea la historia de Olalla, una mujer judía conversa que sufre la violación del irracional Alonso, cristiano viejo y alcalde del pueblo. Por ese desgraciado suceso, se frustra el previsto matrimonio entre Olalla y el indiano Lázaro, que predicaba una nueva era basada en la concordia y en la libertad.

## Personajes
- Olalla
- Lázaro
- Marcos
- Alonso
- Domingo
- Estebanillo
- Fray Guzmán
- Camacha
- Justina
- Porquero
- Hernando
- Mariveinte

## Estreno
En el Teatro de la Comedia de Madrid. 20 de septiembre de 1974.
- Dirección: José Luis Alonso.
- Intérpretes: Concha Velasco (Olalla), Jesús Puente (Lázaro), Manuel Dicenta, Berta Riaza, Margarita García Ortega, Manuel Torremocha (Alonso), Francisco Cecilio, Luisa Armenteros.

En Barcelona. 19 de diciembre de 1974.
- Dirección: José Luis Alonso.
- Intérpretes: Nuria Torray (Olalla), Silvia Tortosa, María Luisa Ponte (Camacha), Rafael Arcos (Lázaro), Jaime Redondo (Fray Guzmán), Enrique Vivó (Marcos), Walter Vidarte, Hector Alterio, Antonio Vico, Marisa Lahoz.